# مارلین فورته
مارلین فورته (انگلیسی: Marlene Forte) یک هنرپیشه، تهیه‌کننده، بازیگر سینما، و کارگردان اهل ایالات متحده آمریکا است.
او در فیلم‌های ال چیکانو و سرگردان در منهتن بازی کرده است.